# Xiazhuang (sockenhuvudort i Kina, Qinghai Sheng, lat 35,85, long 102,30)
Xiazhuang är en sockenhuvudort i Kina. Den ligger i provinsen Qinghai, i den nordvästra delen av landet, omkring 99 kilometer sydost om provinshuvudstaden Xining. Antalet invånare är 11 679. Befolkningen består av 5 892 kvinnor och 5 787 män. Barn under 15 år utgör 31 %, vuxna 15-64 år 61 %, och äldre över 65 år 6,0 %.
Runt Xiazhuang är det ganska tätbefolkat, med 62 invånare per kvadratkilometer. Närmaste större samhälle är Yaluhu, 5,3 km nordost om Xiazhuang. Trakten runt Xiazhuang består i huvudsak av gräsmarker.
Genomsnittlig årsnederbörd är 574 millimeter. Den regnigaste månaden är juli, med i genomsnitt 144 mm nederbörd, och den torraste är december, med 2 mm nederbörd.